# Водник (стадион, Находка)
«Во́дник» — единственный действующий стадион города Находки, (требуется капитальный ремонт) расположенный в районе улицы Ленинской. Поле — естественный газон, ранее являлся местом проведения футбольных матчей клуба «Океан», а также театрализованных представлений на День города. Рядом располагается запасное (на данный момент является основным) поле с искусственным покрытием (размеры — 112 на 70 м). Трибуны оснащены пластиковыми сиденьями на 2500 зрителей, имеется прожекторное освещение. Поле подходит для проведения футбольных матчей любого уровня.

## История
Стадион, построенный Находкинским судоремонтным заводом, был открыт 9 октября 1965 года праздничным представлением и первым матчем между футбольными командами «Водник» и «Гидрострой» (0:0). 27 апреля 1966 года на стадионе состоялся первый матч розыгрыша Кубка СССР между находкинской командой «Рыбак» и благовещенским «Амуром» (1:1). В 1980—1990-е годы стадион использовался в качестве арены для выступлений артистов советской и российской эстрады, в том числе Софии Ротару, Маши Распутиной, Филиппа Киркорова, Игоря Николаева, Наташи Королёвой, Геннадия Хазанова и других.

## Реконструкция
В 2005 году на деревянных трибунах были установлены пластиковые сидения, несколько трибун демонтировано, в результате чего количество мест сократилось с 10 до 4 тысяч. На запасном нижнем поле были установлены искусственный газон, трибуны с пластиковыми сиденьями на 2,5 тыс. зрителей, мачты с прожекторами, 4-метровый решётчатый забор. На 2019—2020 год запланирована замена верхней части трибуны.